# Sujeto de derecho
Se considera sujeto de derecho a un centro de imputación ideal de derechos y obligaciones; esto es, aquella unidad sobre la que la ley efectúa imputaciones directas, arrojándole derechos y obligaciones. Para el derecho, los únicos sujetos de derecho son las personas.

## Persona
Etimológicamente, la palabra «persona» se empleaba en el lenguaje teatral antiguo para designar la máscara que cubría la cabeza del actor.
En lenguaje corriente, la palabra persona sugiere de manera inmediata y directa al hombre o mujer de carne y hueso, al ser humano. Sin embargo, desde el punto de vista jurídico, el concepto es diverso.
Es persona "todo ente susceptible de adquirir derechos y de contraer obligaciones".
Pueden ser:
- De existencia visible, o personas físicas.
- De existencia ideal, persona jurídica o personas morales

## Clasificaciones
Los sujetos de derecho pueden ser individuales o colectivos.
- Los sujetos de derecho individuales lo constituyen la persona natural, el individuo de la especie humana que es capaz de adquirir derechos y obligaciones.
- Los sujetos de derecho colectivos se constituyen como personas jurídicas.

En la legislación civil peruana, se reconoce también como sujeto de derecho colectivo a la organización no inscrita, es decir, al grupo de personas naturales o jurídicas que se toman como centro de imputación, pero que no obtienen su inscripción en Registros Públicos (siendo dicha inscripción registral el requisito sino que define la constitución de una persona jurídica).

## Particularidades
La Constitución de la República del Ecuador de 2008 reconoce a la naturaleza como sujeto de derecho en el último inciso de su artículo 10. Esta definición resulta particular porque resulta imposible arrogarle derechos y especialmente obligaciones a la naturaleza. Sin embargo, el artículo 71 de esa Constitución prescribe que la naturaleza, "tiene derecho a que se respete integralmente su existencia y el mantenimiento y regeneración de sus ciclos vitales, estructura, funciones y procesos evolutivos." Consecuentemente, es posible inferir que la calidad de sujeto de derecho se otorga con la finalidad de impedir que la naturaleza se aproveche como cualquier otro objeto de derecho.